# 沖縄スターズ
沖縄スターズ（おきなわスターズ）は、かつて沖縄県沖縄市に本拠地を置き、日本野球連盟に加盟していた社会人野球のクラブチームである。2008年までのチーム名はU・スターズ。2010年に活動休止し、2016年に解散した。

## 概要
前身は、NPO法人スターズクラブが中心となり、『Uリーグ沖縄』として沖縄県を本拠地に4チームで開催することを目指した独立リーグであるが、メンバーが集団退団したり、大会運営費用も底をつくなどして運営を続けることが困難になったことからリーグ戦の開催を断念した。
2006年9月に社会人野球のクラブチーム『U・スターズ』として再出発することを決定し、2007年4月に、日本野球連盟に登録承認された。
2009年にチーム名を『沖縄スターズ』に改称したが、2010年から活動を休止し、2016年12月に正式に解散した。

## 沿革
- 2006年9月 - 独立リーグとしての開催を断念し、クラブチームとして再出発することを決定
- 2007年3月 - 『U・スターズ』として日本野球連盟に登録[4]
- 2009年1月 - 『沖縄スターズ』にチーム名を改称[3]
- 2009年3月29日 - 第27回石川逢篤杯争奪硬式野球大会に出場し、1-22（5回コールド[5]）で名桜大学に敗戦[5][6]
- 2010年3月 - 活動休止[2]
- 2016年12月 - 廃部[1]